# Uğurcan Yazğılı
Uğurcan Yazgılı (* 9. April 1999 in Hilvan) ist ein türkischer Fußballspieler.

## Karriere

### Verein
Yazgılı begann mit dem Vereinsfußball 2011 in der Jugend von Diyarbakır Büyük Şehir Diskispor. Anschließend spielte er für die Nachwuchsabteilung von Bucaspor und wurde hier im Januar 2017 Profifußballer. Nach etwa eineinhalb Jahren wurde er vom Erstligisten Kasımpaşa Istanbul verpflichtet. Zum Wintertransfer-Fenster 2019/2020 wechselte Yazğılı zu Adanaspor in die zweite türkische Liga TFF 1. Lig, wo er einen Vertrag bis zum Sommer 2022 unterzeichnete.

### Nationalmannschaft
Yazgılı startete seine Länderspielkarriere im September 2017 mit einem Einsatz für die Türkische U-19-Nationalmannschaft.